# Hegelianismo
El hegelianismo es el sistema filosófico fundado por Georg Wilhelm Friedrich Hegel, según el cual «lo absoluto», que también llama «idea», se manifiesta evolutivamente bajo las formas de naturaleza y de espíritu.

## Filosofía de la historia
La filosofía del Derecho humano de Hegel, su filosofía de la historia crítica y su consideración del Espíritu absoluto son las partes quizás más importantes e influyentes de su filosofía y unas de las más fáciles para entender.
El Estado, dice, representa el estadio último de desarrollo del Espíritu objetivo. El espíritu individual, que, en razón de sus pasiones, prejuicios, y ciegos impulsos, es sólo en parte libre, sujeto del yugo de la necesidad (lo opuesto a la libertad), sólo puede alcanzar su plena realización por medio de la libertad del ciudadano. Este yugo de la necesidad se expresa primero como reconocimiento de los derechos de los demás, luego como moralidad, y finalmente como moral social, en la que la primera institución es la familia. La suma de familias forma la sociedad civil, que, sin embargo, pese a su forma imperfecta de organización se compara con el Estado. El Estado es el cuerpo social perfecto de la Idea, y en este momento del proceso es Dios mismo. El Estado, estudiado en sí mismo, pone a nuestra consideración la ley constitucional. En relación con otros Estados, desarrolla la ley internacional; y en su curso general a través de las vicisitudes de la historia pasa a través de lo que Hegel llama «dialéctica de la Historia». Hegel sostiene que la Constitución es el espíritu colectivo de la nación y que el gobierno es el cuerpo de tal espíritu. Cada nación tiene su propio espíritu individual, y el más grande de los crímenes es el acto por el cual el tirano o el conquistador apagan el espíritu de la nación. La guerra, dice, es un medio indispensable de progreso político. Ella es una crisis en el desarrollo de la idea que toma cuerpo en los diferentes Estados, y sale victorioso de esta crisis, ciertamente el mejor de los Estados. La «base» del desarrollo histórico es, entonces, racional, puesto que el Estado es el cuerpo de la razón como espíritu. Todos los aparentemente contingentes eventos de la historia son en realidad pasos lógicos en el desarrollo de la razón soberana que es corporizada por el Estado. Pasiones, impulsos, intereses, carácter, personalidad: todos ellos son la expresión de la razón o instrumentos que la razón forma para su propio uso. Nosotros, por tanto, para entender los acontecimientos históricos debemos verlos como el duro, desagradable trabajo de la razón hacia la plena realización de sí misma en perfecta libertad. En consecuencia, podemos interpretar en puros términos racionales, y disponer en categorías lógicas la sucesión de los eventos históricos. De esta manera, una amplia visión de la historia revela tres importantes pasos de desarrollo. La monarquía oriental (el paso de la unidad, de la supresión de la libertad), la democracia griega (el paso de la expansión, en que la libertad estaba perdida en una demagogia inestable) y la monarquía constitucional cristiana (que representa la reintegración de la libertad en el gobierno constitucional).

## Filosofía del espíritu absoluto
También en el Estado, el espíritu está limitado por la sujeción a otros espíritus. El Estado es la etapa final en el proceso de obtener la libertad, y recibe el nombre de Espíritu Absoluto en el arte, en la religión y en la filosofía, en la que se hace sujeto de sí mismo.
En el arte, el espíritu opera una intuitiva contemplación de sí mismo y la expresa en el arte material, y el desarrollo de las artes ha sido condicionado por la siempre creciente «docilidad» con que el arte material se ayuda a sí mismo en la actualización del espíritu o idea.
En religión, el espíritu siente la superioridad de sí mismo frente a las limitaciones particulares de las cosas finitas. Aquí, como en la filosofía de la historia, hay tres grandes momentos: la religión oriental, que exagera la idea de infinito, la religión griega, que da una indebida importancia a lo finito, y el cristianismo, que representa la unión de lo infinito y lo finito. Por encima de ellas, el Espíritu Absoluto, como filosofía, trasciende los límites impuestos a él también en el sentimiento religioso, y, descartando la representación intuitiva, alcanza toda la verdad bajo la forma de la razón. Sea lo que fuere de la verdad tanto en el arte como en la religión esta es contenida en la filosofía, de una manera mucho más alta y más libre de todas sus limitaciones. La filosofía es, entonces, «la más grande, libre y sabia fase de la unión del espíritu subjetivo y objetivo, y el fin último de todo desarrollo».

## Influencia de Hegel
La gran influencia de Hegel se debe en gran medida a la indudable vastedad del esquema de la síntesis filosófica que concibió y parcialmente realizó. Una filosofía que emprende la tarea desde la lógica abstracta hasta la filosofía de la historia, posee un gran atractivo para aquellos que están inclinados hacia la metafísica.
Pero la influencia de Hegel es también debida en gran medida a dos circunstancias extrínsecas. Su filosofía es la máxima expresión de aquel espíritu de colectivismo que caracterizó al siglo XIX, y es también la aplicación más extendida del principio de desarrollo que dominó el pensamiento del siglo XIX en literatura, ciencia e incluso en teología. En teología, especialmente, Hegel revolucionó el método de investigación. La aplicación de su noción de desarrollo al criticismo bíblico y a la investigación histórica es obvia para cualquiera que compara el espíritu y el propósito de la teología contemporánea con el espíritu y propósito de la literatura teológica de la primera mitad del siglo XIX. En ciencia y también en literatura la substitución de la categoría del hacerse por la categoría de ser es en verdad un hecho patente, y es debida a la influencia del método de Hegel. En economía política y en la ciencia política el efecto de la concepción colectivista del Estado en Hegel suplanta en larga medida la concepción individualista que había dominado desde el siglo XVIII hasta el XIX.

## Las escuelas hegelianas
Los seguidores inmediatos de Hegel en Alemania son generalmente divididos entre hegelianos de izquierda y hegelianos de derecha. La derecha hegeliana desarrolló su filosofía a lo largo de líneas que ellos consideraron de acuerdo con las enseñanzas cristianas. Algunos de ellos fueron Eduard Gans, Karl Friedrich Göschel, Johann Philipp Gabler, Karl Ludwig Michelet, Johann Karl Friedrich Rosenkranz y Johann Eduard Erdmann, Daniel Schenkel. La izquierda acentuó las tendencias anticristianas del sistema hegeliano y desarrolló las escuelas materialistas, socialistas, racionalistas y el panteísmo. Algunos de ellos fueron Ludwig Feuerbach, Richter, Karl Marx, Bruno Bauer y David Friedrich Strauss. Max Stirner socializó con los hegelianos de izquierda pero construyó su propio sistema filosófico opuesto a estos pensadores.
En Inglaterra, el hegelianismo fue representado durante el siglo XIX por James Hutchison Stirling, Thomas Hill Green, John Caird, Edward Caird, Richard Lewis Nettleship, J. M. E. McTaggart y Baillie, entre otros.
En Dinamarca, el Hegelianismo fue representado por Johan Ludvig Heiberg y Hans Lassen Martensen desde los años 1820 al 1850.
En Estados Unidos es representado por Thomas Watson y William T. Harris. En su más reciente forma parece tomar su inspiración de Thomas Hill Green, y ejerce una influencia opuesta a la tendencia pragmática prevalente.
En Italia el movimiento hegeliano tuvo muchos adherentes distinguidos, el más notable entre ellos es Benedetto Croce, quien como exponente del hegelianismo ocupa en su país la posición ocupada en Francia por Vicherot hacia el final del siglo XIX. Entre los filósofos católicos que fueron influenciados por Hegel los más prominentes son Georg Hermes y Antón Gunter. El hegelianismo también inspiró a la filosofía de Giovanni Gentile del idealismo actual y el fascismo, un concepto que se asocia con las ideas y el cambio social producido por sus líderes.